# 魔法キツネジュビー
魔法キツネジュビー(마법여우 주비, Joobi the Fantstic Fox)は、大韓民国の子供向け学習誌の企業であるアソビ教育(아소비교육)のキャラクター、アソビフレンズをベースで製作したテレビアニメシリーズである。

## 特徴
製作は原作企業のアソビと韓国の放送局でいるSBSが共同製作して、シーズンは現在まで2本あり、エピソードはシーズン当たり26話まである。放送はSBS系列の地域民放から進められた。
本作の他にも、ユーチューブに本版とは別個の児童向け教育アニメおよび童謡が掲載されておりミュージカルも2作品がある。
現在日本にはまだ放映計画がないである。

## 魔法キツネジュビー
2022年(令和4年)3月19日から9月10日まで放送された。
従来のアソビフレンズ3人組のほか、タヌキのババとキタリスのモヤも追加された。背景は有機農村と人工村の2つに分かれ、教育業者が制作に参加しただけに教育的な色彩が多く含まれている。ストーリーはジュビーが七つのタングラム(칠교, チルギョ)宝石を探しにあちこちへ冒険に出る内容である。
本放送の終了後は、2023年にちがうアニメチャンネルに再放送された。

### スタッフ
- 制作総括 - パク・ジェウォン
- 企画 - パク・ゼヨン、ユ・ユンジェ
- 監督 - チョ・ソンポム
- プロデューサー - クォン・ヨンスク
- 制作プロデューサー - パク・ジュンソップ、チョ・ソンポム
- 制作進行 - パク・ジュンソップ、チェ・ヒェリ
- マーケティング - イム・チョングク、キム・ヒェス
- シナリオ - ジ・ハナ、イ・ヨンソ
- ストーリーボード - イ・ウンホ、チェ・ヒジョン
- ガイド映像 - PAPRIKA INDUSTRY
- 映像演出 - キム・イクヒョン
- 制作1チーム - グク・チャンウク、イ・ウンヨン、ベク・ウンザ
- 制作2チーム - キム・ジンミ、キム・ウンヨン、ウ・キョンミ
- キャラクターデザイン - キム・ミンソ、HUSHWISH株式会社
- モデリング - ファン・ミラン
- 字幕デザイン - イム・ジェイ
- 音響 - キム・ヨンビン
- UHDリマスタリング - ナム・アヨン
- 総合編集 - アン・チョルファン
- CG - チョン・ヒェキョン
- 演出補助 - イ・ジヒョン
- 音響監督 - チョ・ソンポム → キム・ヨンビン
- 声優 - チョン・ヨンス、ク・ジウォン、チョ・ヨンウ、ハン・キョンファ、キム・ジヨン
- 企画 - SBS
- アニメ制作 - アソビ教育
- 配給社 - PIXTREND

### エピソード
| 回次       | タイトル                                                       | 放送日                   |
| ---------- | -------------------------------------------------------------- | ------------------------ |
| 1話        | 인공 마을의 악당 바바와 모야(人工村の悪党ババとモヤ)           | 2022年(令和4年) 3月 19日 |
| 2話        | 유령의 숲(オバケの森)                                          | 2022年 3月 26日          |
| 3話        | 칠교를 잃어버렸어요(タングラムを失くしました)                  | 2022年 4月 2日           |
| 4話        | 보석광산 대소동(宝石鉱山の大騒ぎ)                              | 2022年 4月 9日           |
| 5話        | 초음파동 아삭이(超音波童アサックくん)                          | 2022 4월 16日            |
| 6話        | 바바 이야기(ババの物語)                                        | 2022年 4月 23日          |
| 7話        | 동화마을의 수호신 동화책(おとぎ話村の守護神の童話の本)         | 2022年 4月 30日          |
| 8話        | 아삭이 현상수배범?(アサックが懸賞手配犯?)                      | 2022年 5月 7日           |
| 9話        | 해파리는 무서워!(クラゲは怖い!)                                | 2022年 5月 14日          |
| 10話       | 상어와의 대결(サメとの対決)                                    | 2022年 5月 21日          |
| 11話       | 모야의 배신(モヤの背信)                                        | 2022年 5月 28日          |
| 12話       | 칠교보석이 인공마을에 있다?(タングラムの宝石が人工村にある?)   | 2022年 6月 4日           |
| 13話       | 아삭이가 아파요(アサックが痛いです)                            | 2022年 6月 11日          |
| 14話       | 빛나는 오아시스(輝くオアシス)                                  | 2022年 6月 18日          |
| 15話       | 곤충마을의 괴소문(昆虫村の怪のうわさ)                          | 2022年 6月 25日          |
| 16話       | 유기농밭 사마귀경비대(有機農の畑のカマキリ警備隊)              | 2022年 7月 2日           |
| 17話       | 새로운 친구! 꿀사과 아삭이(新しい友達! 蜜りんごのアサックくん) | 2022年 7月 9日           |
| 18話       | 꾸르야, 우리 친구하자(クルーくん、僕らと友達しよう)            | 2022年 7月 16日          |
| 19話       | 유기농나무가 시들었어요(有機農の木が枯れました)                | 2022年 7月 23日          |
| 20話       | 여왕개미의 선물(女王アリの贈り物)                              | 2022年 7月 30日          |
| 21話       | 국제 종자 저장고와 씨앗 주머니(国際種子貯蔵庫と種の小袋)       | 2022年 8月 7日           |
| 22話       | 북극에 불이 났어요!(北極に火事が起きました！)                  | 2022年 8月 13日          |
| 23話       | 코딩은 재미있어(コーディングは面白い)                          | 2022年 8月 20日          |
| 24話       | 모야가 만든 마법칠교?(モヤが作った魔法のタングラム?)           | 2022年 8月 27日          |
| 25話       | 거꾸로 나라의 암호를 풀어라(逆に国の暗号を解け)                | 2022年 9月 3日           |
| 最終話(26) | 빛나는 돌을 가진 괴짜올빼미(輝く石を持つ変人のフクロウ)        | 2022年 9月 10日          |

## 魔法キツネジュビー イボサ魔法学校
2024年(令和6年)5月19日から11月17日まで放送された。
このシーズンではジュビーとクルー、アサックがブロコリアイランドのイボサ魔法学校に入学した後に起こる物語を描いている。シーズンが変更されただけにキャラクターも増え、ストーリー展開も速くなり、面白さもさらに加わった。作画も以前より改善され、一部の背景は3DのCGで製作された。前シーズンと違ってタングラムのかけらが各自の力を持った宝石という設定に続いて、キャラクターそれぞれのアイデンティティを表す素材という設定も新たに追加された。
そして放送当時の韓国で流行したアイテムやユーモア、日本のアニメのパロディも一部入っている。また、放映途中に2024年パリオリンピックによって一度放送を中止しなければならなかった。

### スタッフ
- 制作総括 - パク・シヨン、キム・ジョンフン
- 配給 - イム・ドヨン
- シナリオ - パク・ジュンソップ、イム・ジョンウン、キム・ウンヨン、イ・ウンジ、キム・キョンミ、チャン・ユジン、キム・セウン
- 台本 - パク・ジュンソップ
- デザイン - イ・ヒェヨン、キム・ミンソ
- ストーリーボード - イム・サンジュン、キム・テフン
- アニメーション - アン・ジミン、キム・ジヨン
- レイアウト - キム・テフン
- プロデューサー - オ・ギドン
- IPビジネス - キム・スジン
- マーケティング - チャン・ソンヨン
- 運営 - イム・チョングク、チャン・ヒョソン
- 録音 - キム・ミョンジン
- 音楽 - イ・ソンジャン
- 効果 - キム・ビョンチャン
- 主題曲 - ムン・ソンス、チェ・ジェウォン、ソ・ネイル、ユ・テファン、シン・プルム
- 歌 - ソ・ネイル、パク・ナヨン
- 監督 - チョ・ソンポム
- 企画・制作 - アソビ教育
- 配給社 - PIXTREND

声優は、初シーズンの人員をそのまま維持した。

### エピソード
| 회차       | 제목                                                                  | 방영 일자                |
| ---------- | --------------------------------------------------------------------- | ------------------------ |
| 1話        | 안녕! 황금칠교(こんにちは! 基金タングラム)                            | 2024年(令和6年) 5日 19月 |
| 2話        | 이보사 마법학교에 입학했어요(イボサ魔法学校に入学しました)            | 2024年 5月 26日          |
| 3話        | 우당탕탕 반장선거(がたんがたん班長選挙)                               | 2024年 6月 2日           |
| 4話        | 미남이 얼굴이 진짜 궁금해(ミナムくんの顔が本当に気になる)             | 2024年 6月 9日           |
| 5話        | 소풍 가서 생긴 일(遠足に行って起こった出来事)                         | 2024年 6月 16日          |
| 6話        | 가상현실 교통안전체험(仮想現実 交通安全体験)                          | 2024年 6月 23日          |
| 7話        | 중금속 슬라임 괴물의 습격(重金属スライムモンスターの襲撃)             | 2024年年 6月 30日        |
| 8話        | 생각한대로? 생각한대로!(思った通りに? 思った通りに!)                  | 2024年 7月 7日           |
| 9話        | 슬로 교장 선생님의 칭찬 스티커(スロー校長先生のはなまるステッカー)    | 2024年 7月 14日          |
| 10話       | 탄탄선생님께서 편찮으세요(タンタン先生がお加減が悪いです)             | 2024年 7月 21日          |
| 11話       | 사바나와 초원에 화재가 발생했어요(サバンナと草原に火事が発生しました) | 2024年 8月 4日           |
| 12話       | 우리들의 연극무대(僕らの演劇舞台)                                     | 2024年 8月 11日          |
| 13話       | 물물교환 경제교실(物々交換 経済教室)                                  | 2024年 8月 18日          |
| 14話       | 이상한 향수(変な香水)                                                 | 2024年 8月 25日          |
| 15話       | 거울의 저주(鏡の呪い)                                                 | 2024年 9月 1日           |
| 16話       | 이보사 운동회 MVP(イボサ運動会MVP)                                    | 2024年 9月 8日           |
| 17話       | 주비가 거짓말쟁이?(ジュビーがうそつき？)                              | 2024年 9月 15日          |
| 18話       | 악플러의 정체(ネット弁慶の正体)                                       | 2024年 9月 22日          |
| 19話       | 아삭아, 미안해(アサックくん、ごめんね)                                | 2024年 9月 29日          |
| 20話       | 유령의 사원(オバケの寺院)                                             | 2024年 10月 6日          |
| 21話       | 마녀의 정체(魔女の正体)                                               | 2024年 10月 13日         |
| 22話       | 칠교보석의 힘(タングラム宝石の力)                                     | 2024年 10月 20日         |
| 23話       | 자신감 보석도 빼앗겼어(自信感の奪われた)                              | 2024年 10月 27日         |
| 24話       | 다시 악령의 사원으로(また悪霊の寺院へ)                                | 2024年 11月 3日          |
| 25話       | 꿈에서 탈출해야 해(夢から脱出しなくちゃ)                              | 2024年 11月 10日         |
| 最終話(26) | 이보사의 평화를 위해(イボサの平和のために)                            | 2024年 11月 17日         |

## 登場人物
- ジュビー (주비)

青いフードを着ていて、両側に毛が三つに分かれているアカギツネ。
- クルー (꾸르)

大きな体躯にくっついた眉の黄色のクマ。
- アサック (아삭)

頭に豊かな蜜が流れ出る小さなリンゴ。
- ババ (바바)

太って見えるガウンを着てある紫色のタヌキ。
- モヤ (모야)

メガネに白いガウンを着た天才の紫色のキタリス。
- ハウル (하울)

無口だがイケメンのオオカミ。
- ケイティ (케이티)

虚勢張るのが好きなピンクのネコ。
- ミンミン (밍밍)

小さくて優しい水色のハムスター。
- ミナム (미남)

背がクラスメイトの中で一番高くて外見に自信感が高いキリン。
- ユニ (유니)

図体の割に心の弱いサイ。
- トゥカン (투칸)

豪気な男前の性格のオニオオハシ。
- ハロー (헬로)

知る知識が多いなオレンジ色のサル。
- スロー校長 (슬로 교장)

いつも穏やかで笑顔を失わないナマケモノの校長先生。
- タンタン先生 (탄탄 선생님)

イボサ魔法学校の子供たちをいつも面倒を見てくれるツキノワグマの先生。
- ラミー先生 (라미 선생님)

ほっそりした性格のヒツジの教生先生。